# Municipio de Royal (Minnesota)
El municipio de Royal (en inglés: Royal Township) es un municipio ubicado en el condado de Lincoln en el estado estadounidense de Minnesota. En el año 2010 tenía una población de 189 habitantes y una densidad poblacional de 2,16 personas por km².

## Geografía
El municipio de Royal se encuentra ubicado en las coordenadas 44°29′58″N 96°16′12″O / 44.49944, -96.27000. Según la Oficina del Censo de los Estados Unidos, el municipio tiene una superficie total de 87.69 km², de la cual 85,5 km² corresponden a tierra firme y (2,49 %) 2,19 km² es agua.

## Demografía
Según el censo de 2010, había 189 personas residiendo en el municipio de Royal. La densidad de población era de 2,16 hab./km². De los 189 habitantes, el municipio de Royal estaba compuesto por el 100 % blancos. Del total de la población el 0 % eran hispanos o latinos de cualquier raza.